# Hato (San Lorenzo)
Hato es un barrio ubicado en el municipio de San Lorenzo en el estado libre asociado de Puerto Rico. En el Censo de 2010 tenía una población de 6945 habitantes y una densidad poblacional de 892,64 personas por km².

## Geografía
Hato se encuentra ubicado en las coordenadas 18°11′50″N 65°58′57″O / 18.19722, -65.98250. Según la Oficina del Censo de los Estados Unidos, Hato tiene una superficie total de 7.78 km², de la cual 7.72 km² corresponden a tierra firme y (0.8%) 0.06 km² es agua.

## Demografía
Según el censo de 2010, había 6945 personas residiendo en Hato. La densidad de población era de 892,64 hab./km². De los 6945 habitantes, Hato estaba compuesto por el 74.25% blancos, el 12.99% eran afroamericanos, el 0.99% eran amerindios, el 0.03% eran asiáticos, el 0.01% eran isleños del Pacífico, el 7.69% eran de otras razas y el 4.03% pertenecían a dos o más razas. Del total de la población el 99.6% eran hispanos o latinos de cualquier raza.